# Gmina Nõo
Gmina Nõo (est. Nõo vald) – gmina wiejska w Estonii, w prowincji Tartu.
W skład gminy wchodzi:
- 2 miasta: Nõo, Tõravere,
- 20 wsi: Aiamaa, Altmäe, Etsaste, Enno, Illi, Järiste, Keeri, Ketneri, Kolga, Kääni, Laguja, Luke, Meeri, Nõgiaru, Sassi, Tamsa, Unipiha, Uuta, Vissi, Voika.